# Église Notre-Dame de Pontorson
Pour les articles homonymes, voir Église Notre-Dame.
L'église Notre-Dame de Pontorson est un édifice catholique qui se dresse sur le territoire de l'ancienne commune française de Pontorson, dans le département de la Manche, en région Normandie.
L'église est classée aux monuments historiques.

## Localisation
L'église Notre-Dame est située dans la commune de Pontorson, dans le département français de la Manche.

## Historique
Dans sa Chronique pour l'année 1158, Robert de Torigni, abbé du Mont-Saint-Michel, relate la venue à l'abbaye du Mont-Saint-Michel du roi d'Angleterre Henri II où il concède les églises de Pontorson à l'abbaye, à son abbé et à ses moines en présence de  l'abbé, du prieur Renouf, du moine Mainer et de Gervais, clerc du chancelier Thomas Becket,.
Robert de Torigni a écrit que le roi Henri II lui a confié le château de Pontorson.
Paul Le Cacheux a écrit, mais sans référence, que le château et l'église auraient été détruits par un incendie en 1171. Il semble qu'aucune partie de l'église du XIe siècle ait subsisté.
À partir de ces informations, on peut dater le chœur et le transept du second quart du XIIe siècle et la nef vers le dernier quart du même siècle. Ces périodes de construction sont compatibles avec les éléments architecturaux de style normand. La nef a été commencée par la partie occidentale et elle n'avait pas été prévue d'être voûtée à l'origine comme le montre la présence de corbeaux dans la première travée destinés à supporter une tribune en bois qui aurait été placée à un niveau supérieur aux retombées des voûtes d'ogive. Les travées suivantes sont homogènes. Yves Gallet, dans une étude sur les voûtes du Promenoir des moines de l'abbaye du Mont-Saint-Michel, les comparent à celles de la nef de l'église.
L'église est endommagée lors de la guerre de Cent Ans.
Le bras nord du transept est modifié en 1502 par l'adjonction par Robert Mouflard d'une chapelle dédiée à saint Jean presque aussi grande que le chœur avec lequel elle communique. Une sacristie est ajoutée contre à l'extrémité nord-est de la chapelle en 1723. Deux chapelles ont été ajoutées à l'ouest des bras du transept à une date qui de doit pas être antérieure au XVe siècle.

## Description

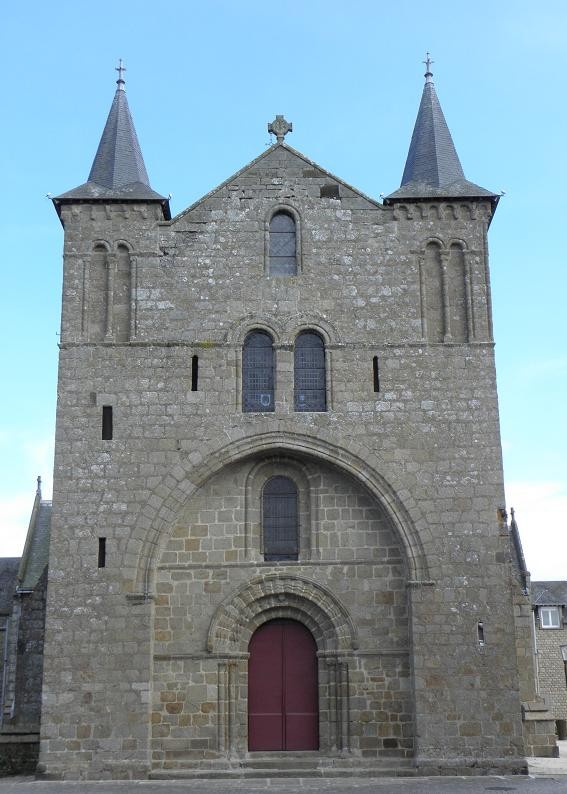
Façade ouest.

L'église romane, construite en granite, comprend un chœur et un transept de la première moitié du XIIe siècle. La nef, du dernier quart du XIIe siècle, arbore une façade composée d'une grande arcade légèrement brisée qui abrite le portail roman et la fenêtre d'axe qui le surmonte immédiatement, et supporte une étroite tribune qui s'éclaire par deux baies géminées. Deux petites tours, qui se dégagent à peine du mur, sont dressées de chaque côté du pignon. Le clocher assis à la croisée du transept, coiffé en bâtière, est agrémenté à sa base, au sud et au nord, d'une balustrade ajourée. À la fin du XVe siècle, on a ajouté deux chapelles sous les aisselles du transept, et en 1502, une troisième au côté gauche du chœur.
Le tympan de la porte sud est orné d'un oiseau becquetant le crâne d'un homme (réminiscence du mythe de Prométhée).

## Protection
L'église est classée au titre des monuments historiques par liste de 1889.

## Mobilier
L'église abrite un grand retable très mutilé de la Passion et de la Résurrection du début du XVIe siècle, ainsi qu'un relief de l'Ascension du XVIe siècle.
Ayant acquis un orgue à la suite de l’Exposition universelle de 1867, les chanoines de la cathédrale de Rennes vendirent en 1868, l’orgue de chœur de la cathédrale métropolitaine Saint-Pierre de Rennes à la fabrique de Notre-Dame de Pontorson : cet instrument de la manufacture Daublaine-Callinet datant de 1843, et augmenté par ce même facteur en 1859, fut acheté pour la somme de 10 000 francs.